# Мамлєєв Юрій Віталійович
Ю́рій Віта́лійович Мамлє́єв (рос. Юрий Витальевич Мамлеев, * 11 грудня 1931, Москва—25 жовтня 2015) — російський прозаїк, поет, драматург, філософ, засновник літературного напрямку «метафізичного реалізму», Президент «Клубу метафізичного реалізму» ЦДЛ (Центрального дому літераторів).

## Біографія
Юрій Мамлєєв народився 1931 року у родині професора психіатрії. За сталінських часів батька репресували. Мамлєєв закінчив Московський лісотехнічний інститут 1956 року, після чого до 1974 року викладав математику у школі робітничої молоді. З початку 1950-х років активно цікавиться індійською філософією, езотерикою, окультними науками. З 1958 року його московська квартира стає місцем зустрічі для письменників і художників самвидаву. У 60-ті починає літературну діяльність, втім за радянських часів офіційні видавництва відмовлялися друкувати Мамлєєва, тому його твори ходили в самвидаві.
1975 року отримав дозвіл емігрувати до США. Викладав російську літературу у Корнельському університеті. 1983 року переїхав до Франції. Викладав російську літературу та мову у Паризькому інституті східних цивілізацій і мов.
Уперше твори Мамлєєва з'явилися 1975 року у журналах «Новый журнал» та «Третья волна», пізніше підбірка його оповідань з'явилася в альманасі Шемякіна «Аполлон 77», далі були публікації в журналах «Гнозис» та «Эхо».
1985 р. Мамлєєв закінчує роман «Московский гамбит», перший опис езотеричних підпільних гуртків Москви 60-х рр. Написаний у 1966-68 рр. роман «Шатуны» було вперше видано лише наприкінці 80-х.
Духовною основою всієї творчості Мамлєєва є усвідомлення земного життя як фази багаторазових перевтілень, включених у нематериальне буття, внаслідок чого смерть означає визволення безсмертного «Я» від тіла. Мамлєєв не зображає у своїх творах вірянина, що на базі своїх релігійних переконань може скерувати своє життя у надійніше і вільніше русло. Навпаки, Мамлєєв описує людей, що заплуталися під владою темних сил, його герої вбивають, катують, ґвалтують, бо повністю занурені у матеріальні та сексуальні інтереси. При цьому літературні устремління Мамлєєва мають позитивну основу: занурюючись у темряву, він намагається побачити світло людської душі, сприяти її росту.
Твори Мамлєєва часто називають «літературою кінця світу».
Його твори було надруковано на Заході російською, англійською, французькою, німецькою та італійською мовами. На Заході його романи й оповідання викликали бурхливу реакцію у літературних критиків. Так один з найвідоміших дослідників творчості Достоєвського у Франції професор Сорбони Жак Като писав про Мамлєєва як про «гідного спадкоємця Гоголя та Достоєвського».
1991 року Мамлєєву було повернено російське громадянство. Відтоді він живе у Москві та Парижі. Останнім часом Мамлєєв викладає курс індійської філософії у Московському державному університеті, публікує роботи у журналах «Вопросы философии» та «Unio mistica». Член російського Пен-клубу, Російської спілки письменників, Спілки драматургів та виконкому Міжнародного товариства культурних зв'язків з Індією.
Вперше в Росії його книжки було видано 1989 року. Перекладів українською немає.

## Творчість

## Нагороди
- Премія Андрія Білого «За особливі заслуги перед російською літературою».
- Міжнародна Пушкинська премія фонду Альфреда Топфера (Німеччина), 2000 р.